# MANET
MANET (англ. Mobile Ad hoc Network) — беспроводные децентрализованные самоорганизующиеся сети, состоящие из мобильных устройств, способных устанавливать соединения между произвольными узлами. Каждое такое устройство может независимо передвигаться в любых направлениях, и, как следствие, часто разрывать и устанавливать соединения c соседями.

## Основные особенности
Самоорганизующиеся сети MANET обладают следующими преимуществами над беспроводными сетями традиционной архитектуры:
- возможность передачи данных на большие расстояния без увеличения мощности передатчика;
- устойчивость к изменениям в инфраструктуре сети;
- возможность быстрой реконфигурации в условиях неблагоприятной помеховой обстановки;
- простота и высокая скорость развертывания;

Беспроводные сети, построенные на базе мобильных устройств, обладают рядом особенностей:
- мобильность узлов ведёт к дополнительному повышению динамичности топологии сети, так как к возможности обрыва связи из-за помех или включения/выключения узла добавляется вероятность его перемещения;
- запас источников питания мобильных узлов может быть ограничен, в связи с чем при проектировании аппаратных средств и протоколов  необходимо учитывать ещё и энергопотребление (особенно это касается сенсорных сетей).

## Ёмкость сети
Ёмкость сети MANET зависит не только от количества функционирующих в ней узлов, но и наличия и типа кодового мультиплексирования. Как свидетельствуют результаты исследований военных сетей MANET, в случае 50–70 узлов применение кодирования сигналов позволяет увеличить информационную ёмкость MANET в 5–10 раз.
Фундаментальное ограничение на величину такого  прироста в случае, когда все n узлов обеспечивают приём и передачу данных со скоростью  W0,  пропорционально выражению
W0*{\displaystyle {\sqrt {n/log(n)}}}.

## Основные проблемы MANET
В настоящее время можно выделить несколько классов проблем:
- проблема обеспечения помехоустойчивости;
- проблема обеспечения безопасности передаваемых данных;
- проблема противодействия несанкционированному доступу к сети с обеспечением безопасности подключения и выхода из нее, а также необходимость многоуровневой иерархической защиты процессов слияния и разделения взаимодействующих сетей MANET[1];
- проблема общей пропускной способности сетей;
- проблема эффективности применяемых методов маршрутизации

## Методымаршрутизации
Для маршрутизации на сетевом уровне используются специальные протоколы, ориентированные на динамические сети:
- реактивные: AODV, DSR и др.
- проактивные: OLSR  и др.

Предпочтение одному или другому виду протоколов может быть отдано только с учётом обстановки и скоростей движения абонентов. К примеру, для автомобильной версии MANET VANET имеет смысл использовать реактивные протоколы.